# Žitovlice
Žitovlice jsou obec v okrese Nymburk ve Středočeském kraji. Leží asi šestnáct kilometrů severovýchodně od Nymburku, jsou součástí Mikroregionu Nymbursko. Žije zde 211 obyvatel.

## Historie
První písemná zmínka o obci pochází z roku 1352. Dříve se užívalo pojmenování Žitoulice.
V obci Žitovlice (372 obyvatel, katol. kostel) byly v roce 1932 evidovány tyto živnosti a obchody: 3 hostince, kovář, obecní mlátička, 2 obuvníci, rolník, obchod se smíšeným zbožím, spořitelní a záložní spolek pro Žitovlice a Poledí, trafika, truhlář.
| MOŽNÉ PORUŠENÍ AUTORSKÝCH PRÁV |
| Část obsahu této stránky, přístupná nyní pouze v její historii, byla odstraněna kvůli podezření z porušení autorských práv, neboť se nápadně podobá textu z: http://www.kultura.cz/profile/13482-zitovlice Tato stránka je proto nyní zapsána na Wikipedie:Porušení práv. Odstraněný text bez vysvětlení neobnovujte. Pokud jste autorem materiálu a souhlasíte s podmínkami naší licence GFDL a licence CC BY-SA 3.0, pošlete prosím souhlas e-mailem dle pokynů na Nápověda:Svolení autora nebo na internetové stránce, ze které text pochází, uveďte jeho licencování dle GFDL a CC BY-SA 3.0. Pokud se nepodaří původ textu ověřit, bude po týdnu posouzeno jeho odstranění. Jestliže si nevíte rady, navštivte prosím stránku Wikipedie:Potřebuji pomoc. |
| Pro vkladatele šablony:Najděte autora a vložte mu na diskusní stránku: {subst:copyvio autor\|Žitovlice\|2=http://www.kultura.cz/profile/13482-zitovlicepřípadně použijte pro nové přispěvatele: {subst:copyvio nováček\|Žitovlice\|2=http://www.kultura.cz/profile/13482-zitovlice a vložte sem:* [[Žitovlice]] z [http://www.kultura.cz/profile/13482-zitovlice] --~~~~ |

## Obyvatelstvo
| Rok            | 1869 | 1880 | 1890 | 1900 | 1910 | 1921 | 1930 | 1950 | 1961 | 1970 | 1980 | 1991 | 2001 | 2011 | 2021 |
| -------------- | ---- | ---- | ---- | ---- | ---- | ---- | ---- | ---- | ---- | ---- | ---- | ---- | ---- | ---- | ---- |
| Počet obyvatel | 678  | 754  | 753  | 691  | 647  | 672  | 618  | 471  | 389  | 315  | 266  | 209  | 165  | 174  | 179  |
| Počet domů     | 102  | 112  | 119  | 127  | 130  | 135  | 154  | 156  | 126  | 110  | 103  | 125  | 129  | 137  | 141  |

## Obecní správa

### Územněsprávní začlenění
Dějiny územněsprávního začleňování zahrnují období od roku 1850 do současnosti. V chronologickém přehledu je uvedena územně administrativní příslušnost obce v roce, kdy ke změně došlo:
- 1850 země česká, kraj Jičín, politický okres Jičín, soudní okres Libáň[8]
- 1855 země česká, kraj Jičín, soudní okres Libáň
- 1868 země česká, politický okres Jičín, soudní okres Libáň
- 1939 země česká, Oberlandrat Jičín, politický okres Jičín, soudní okres Libáň[9]
- 1942 země česká, Oberlandrat Hradec Králové, politický okres Jičín, soudní okres Libáň[10]
- 1945 země česká, správní okres Jičín, soudní okres Libáň[11]
- 1949 Hradecký kraj, okres Jičín[12]
- 1960 Středočeský kraj, okres Nymburk
- 2003 Středočeský kraj, okres Nymburk, obec s rozšířenou působností Nymburk

### Části obce
- Pojedy
- Žitovlice

## Doprava
Dopravní síť
- Pozemní komunikace – Do obce vede silnice III. třídy. Ve vzdálenosti dva kilometry vede silnice II/275 Brodce - Luštěnice - Křinec - Dymokury.
- Železnice – Železniční trať ani stanice na území obce nejsou. Nejblíže obci je železniční stanice Rožďalovice ve vzdálenosti čtyři kilometry ležící na trati 061 z Nymburka do Jičína. Další železniční stanice se nachází také ve zhruba čtyři kilometry vzdáleném městysu Křinec.

Veřejná doprava 2011
- Autobusová doprava – V obci zastavovaly autobusové linky Nymburk-Křinec-Rožďalovice (v pracovních dny 3 spoje) a Nymburk-Oskořínek-Rožďalovice (v pracovních dny 2 spoje) (dopravce Okresní autobusová doprava Kolín, s. r. o.).

## Život v obci
Obec měsíčně vydává časopis Zvonička, který shrnuje uplynulé události.

## Pamětihodnosti
V obci se nachází barokní kostel svatého Václava.

## Galerie

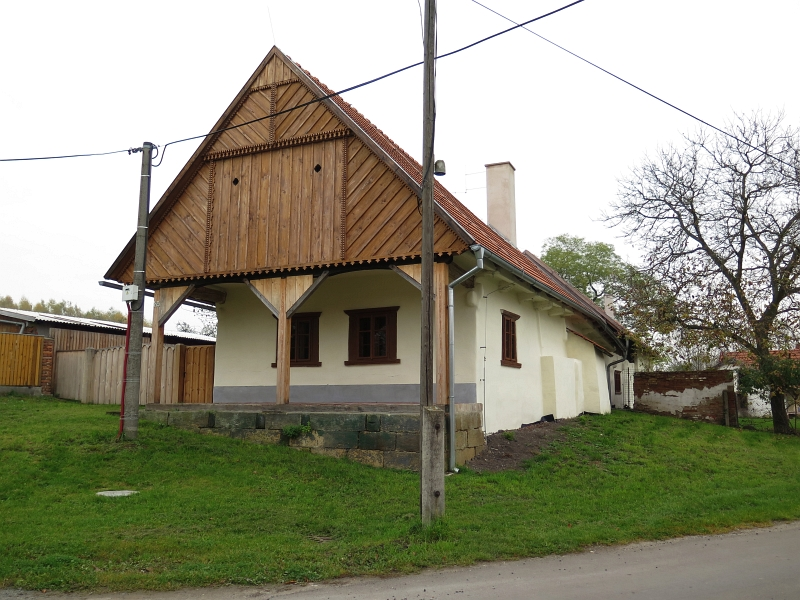
Památkově chráněná chalupa čp. 24
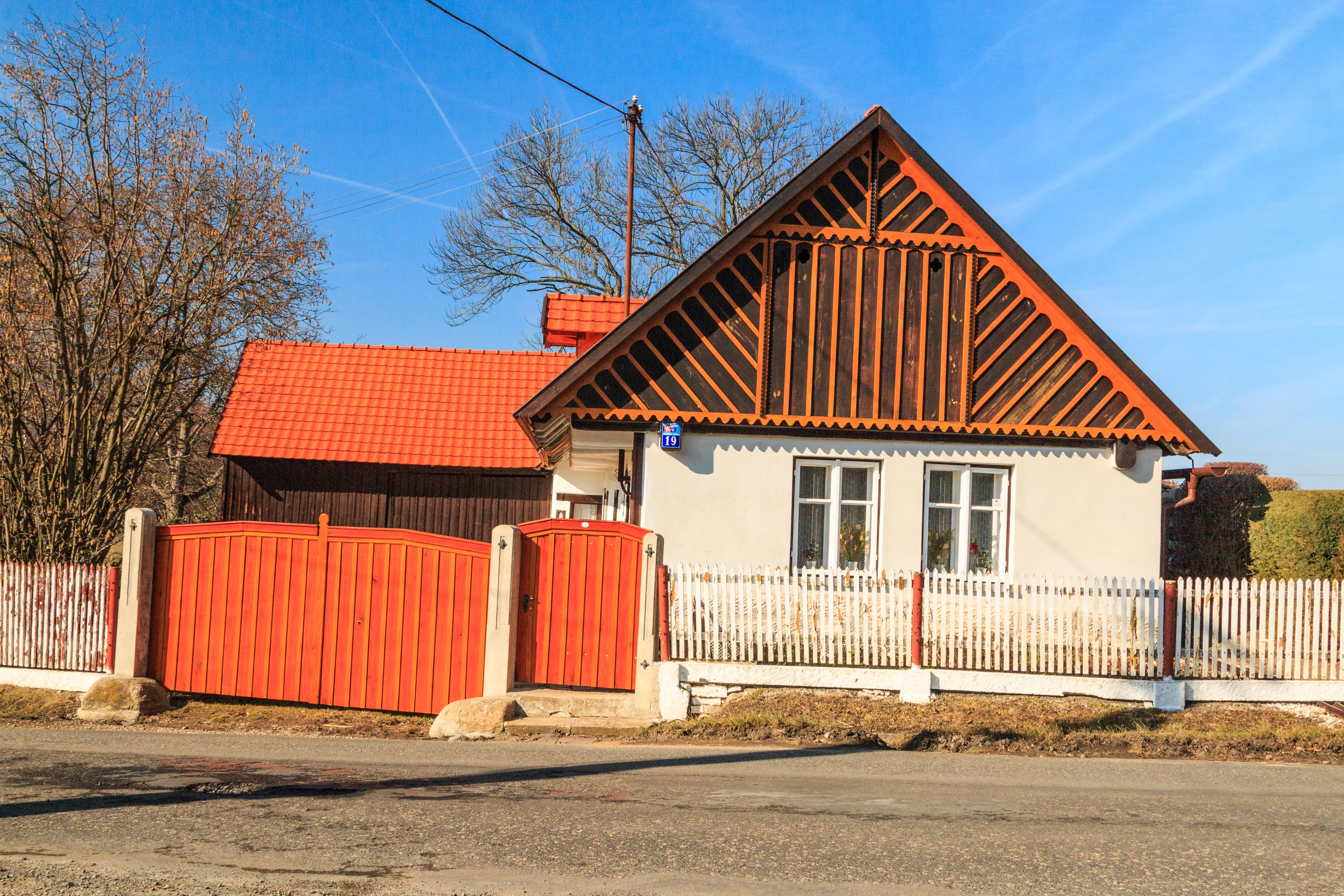
Žitovlice čp. 19
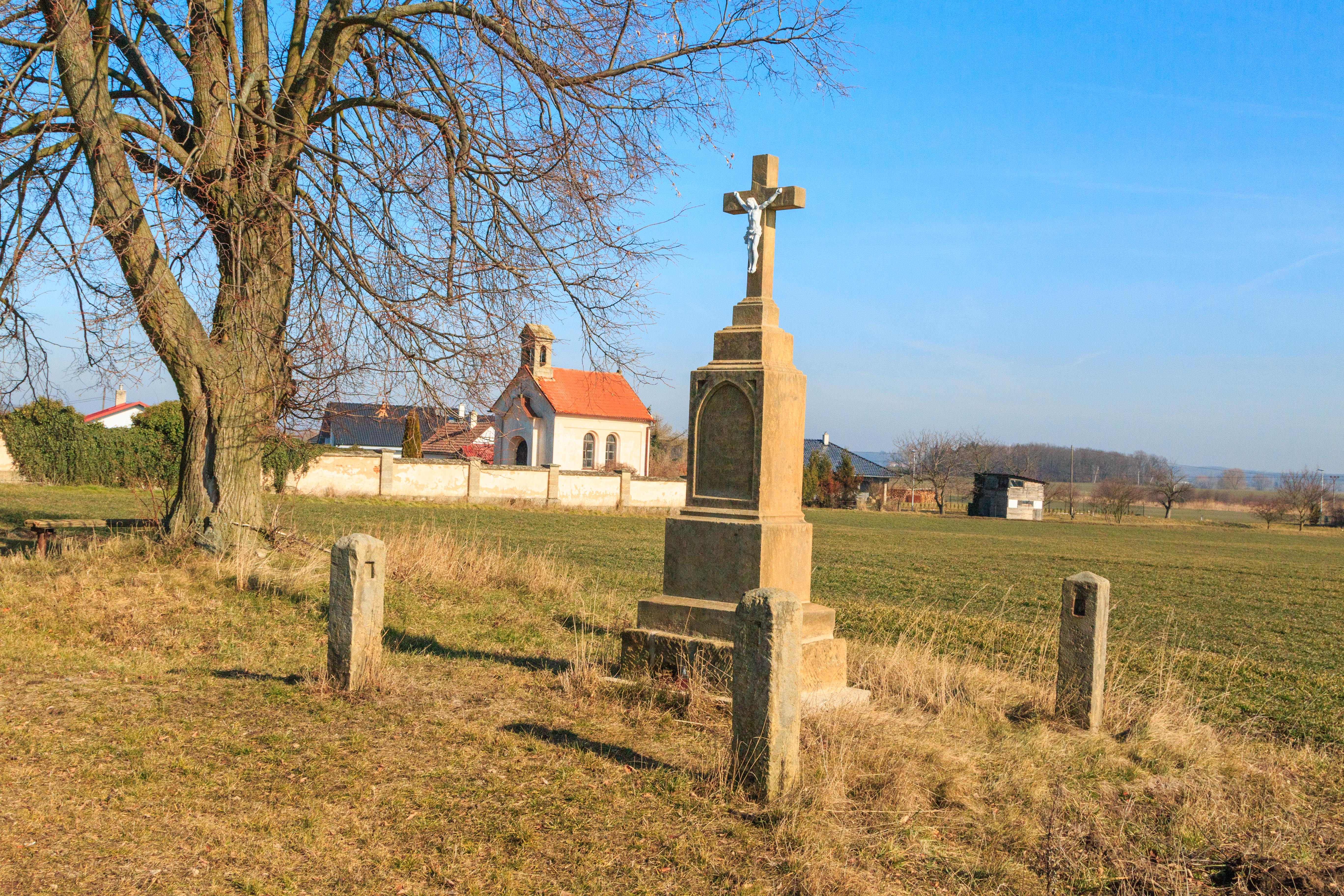
Křížek u hřbitova v Žitovlicích
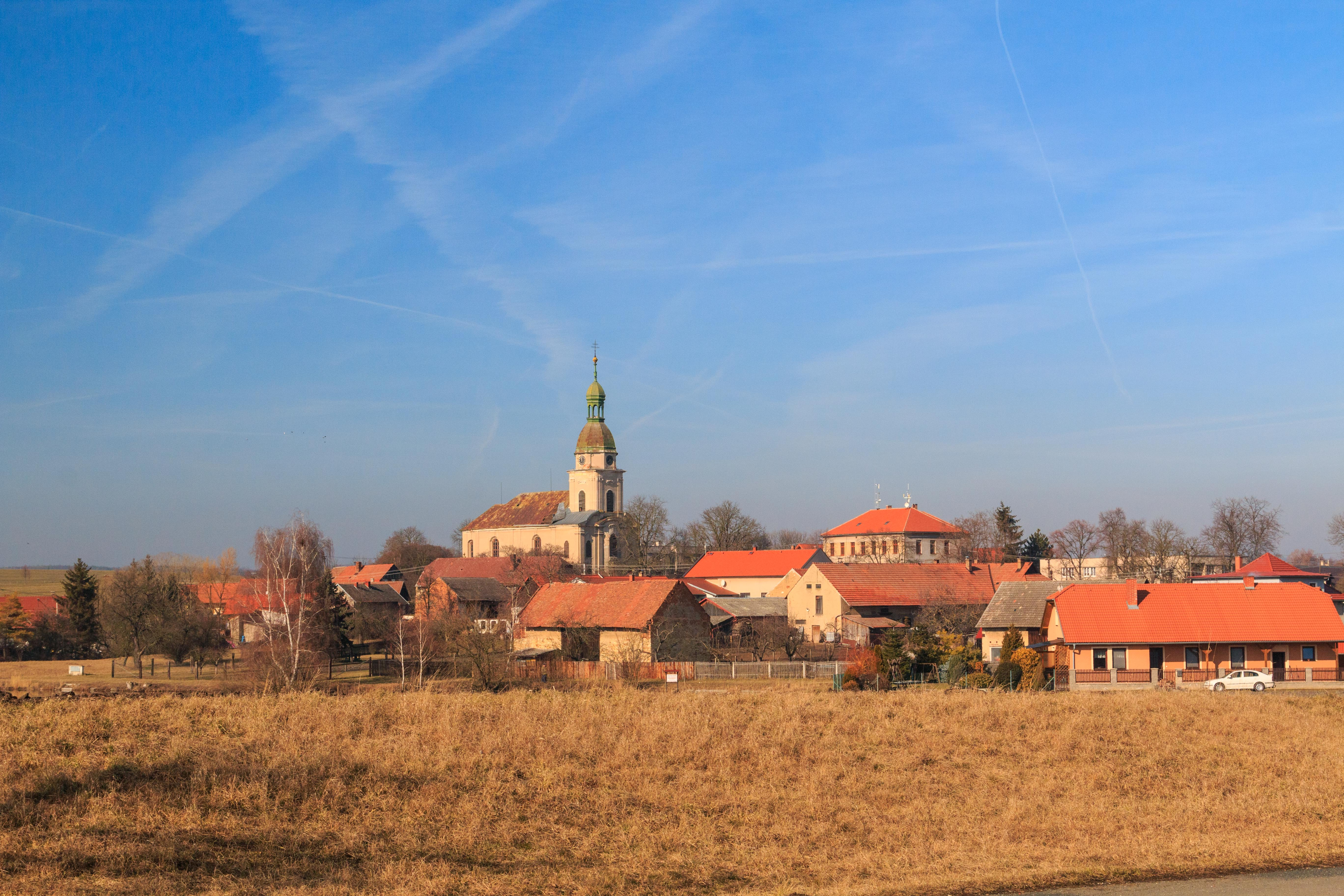
Pohled na Žitovlice od Podlužan
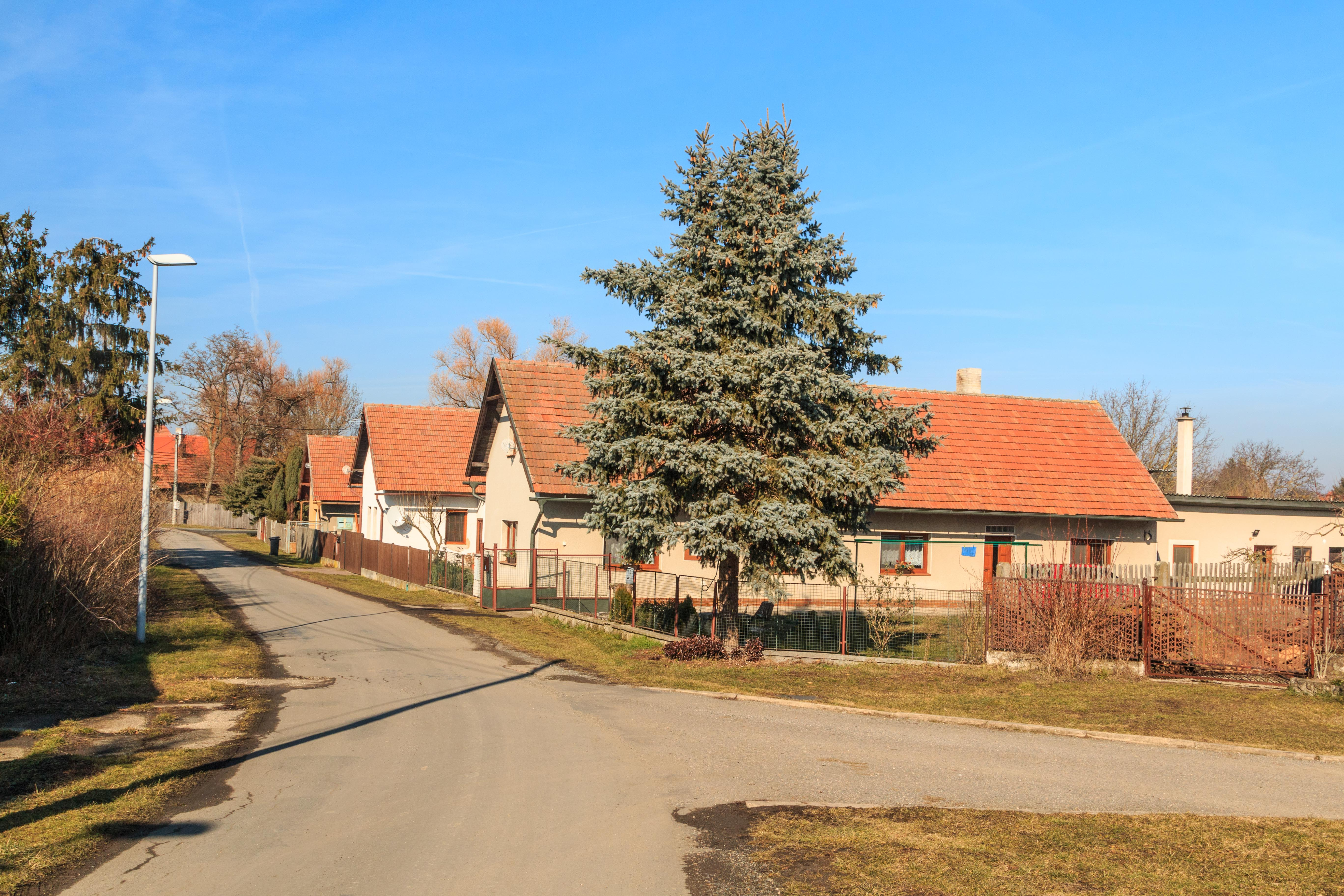
Žitovlice čp. 92